# David Weinberg
David Bruce Leslie Weinberg (* 2. März 1952 in Boston) ist ein ehemaliger Steuermann im Rudern aus den Vereinigten Staaten, der 1974 Weltmeister mit dem Achter war. 
1973 belegte der Vierer mit Steuermann aus den Vereinigten Staaten den vierten Platz bei den Europameisterschaften, bei denen in Jahren ohne Weltmeisterschaften und Olympische Spiele auch außereuropäische Boote zugelassen waren. 1974 gewann der US-Achter den Titel bei den Weltmeisterschaften in Luzern, wobei die ersten fünf Boote nur etwa drei Sekunden auseinander lagen. Bei den Weltmeisterschaften 1975 erreichte Weinberg den fünften Platz mit dem Achter. Im Jahr darauf belegte der Achter aus den Vereinigten Staaten den neunten Platz bei den Olympischen Spielen in Montreal. Mit Richard Cashin, John Everett, Mark Norelius, Alan Shealy und David Weinberg waren 1976 noch fünf Weltmeister von 1974 dabei.
Der 1,70 m große Weinberg graduierte 1974 an der Harvard University und wurde später Banker in New York City.